# Gaston Lachaise

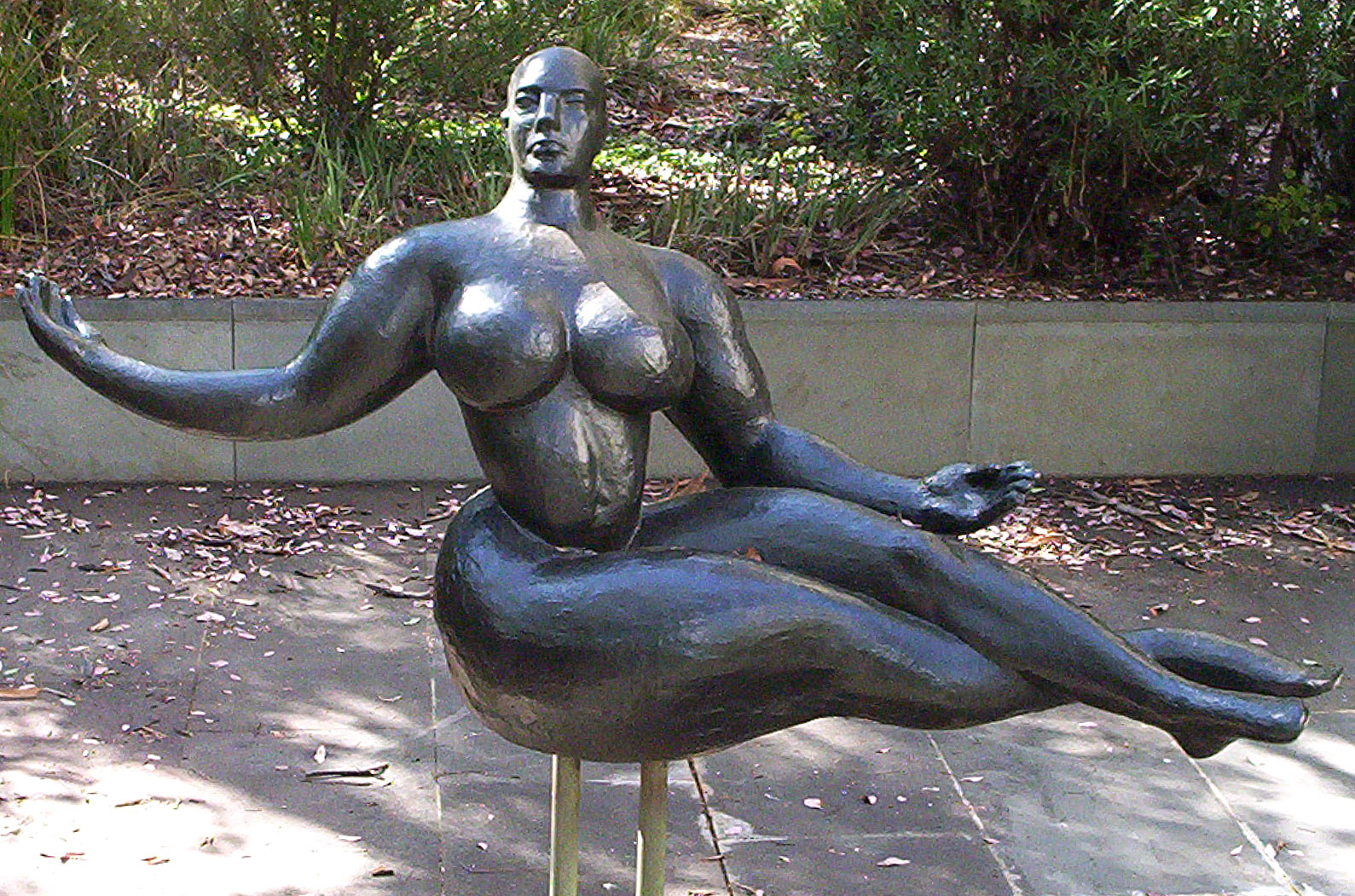
Floating Figure (1927, brąz) National Gallery of Australia

Gaston Lachaise (ur. 19 marca 1882 w Paryżu, zm. 18 października 1935 w Nowym Jorku) – rzeźbiarz amerykański pochodzenia francuskiego.
W latach 1898–1904 studiował rzeźbę na École des beaux-arts. W 1906 roku wyemigrował do Stanów Zjednoczonych, początkowo zamieszkał w Bostonie, a następnie w Nowym Jorku, gdzie pracował jako asystent Paula Manshipa. Stał się jednym z pionierów rzeźby nowoczesnej, tworzył w drewnie, metalu, kamieniu oraz brązie. Do jego dzieł należą m.in. pełne erotyzmu akty kobiece rzeźbione w brązie oraz portretowe popiersia.